# Regina Krasnodębska
Regina Stanisława Krasnodębska (ur. 3 czerwca 1929 w Podsuszach, zm. 1997) – polska rolniczka, poseł na Sejm PRL V kadencji.

## Życiorys
Uzyskała wykształcenie podstawowe. Rolniczka, pracowała w gospodarstwie rolnym we wsi Polków-Sagały. W 1969 uzyskała mandat posła na Sejm PRL w okręgu Siedlce z ramienia Zjednoczonego Stronnictwa Ludowego, zasiadała w Komisji Kultury i Sztuki.
Zmarła w 1997 roku i została pochowana na cmentarzu parafii św. Bartłomieja Apostoła w Grębkowie.